# Angel Eyes (álbum de Willie Nelson)
Angel Eyes es el trigesimosegundo álbum de estudio del músico estadounidense Willie Nelson publicado por la compañía discográfica Columbia Records en 1984. Alcanzó el puesto 156 en la lista estadounidense Billboard 200.

## Lista de canciones
1. "Angel Eyes"
2. "Tumbling Tumbleweeds"
3. "I Fall in Love Too Easily"
4. "Thank You"
5. "My Window Faces the South"
6. "Gypsy"
7. "There Will Never Be Another You"
8. "Samba for Charlie"

## Personal
- Willie Nelson - guitarra acústica y voz.
- Jon Blondell - guitarra.
- Bob Scott - batería y percusión.
- Jackie King - guitarra.
- Don Hass - teclados.

## Posición en listas
| País           | Lista         | Posición |
| -------------- | ------------- | -------- |
| Estados Unidos | Billboard 200 | 156      |